# União Esportiva Coelho da Rocha
União Esportiva Coelho da Rocha é uma agremiação esportiva de Coelho da Rocha, distrito da cidade de São João de Meriti, no estado do Rio de Janeiro, fundada a 20 de agosto de 1950. O Coelho da Rocha veste vermelho, preto e branco.

## História

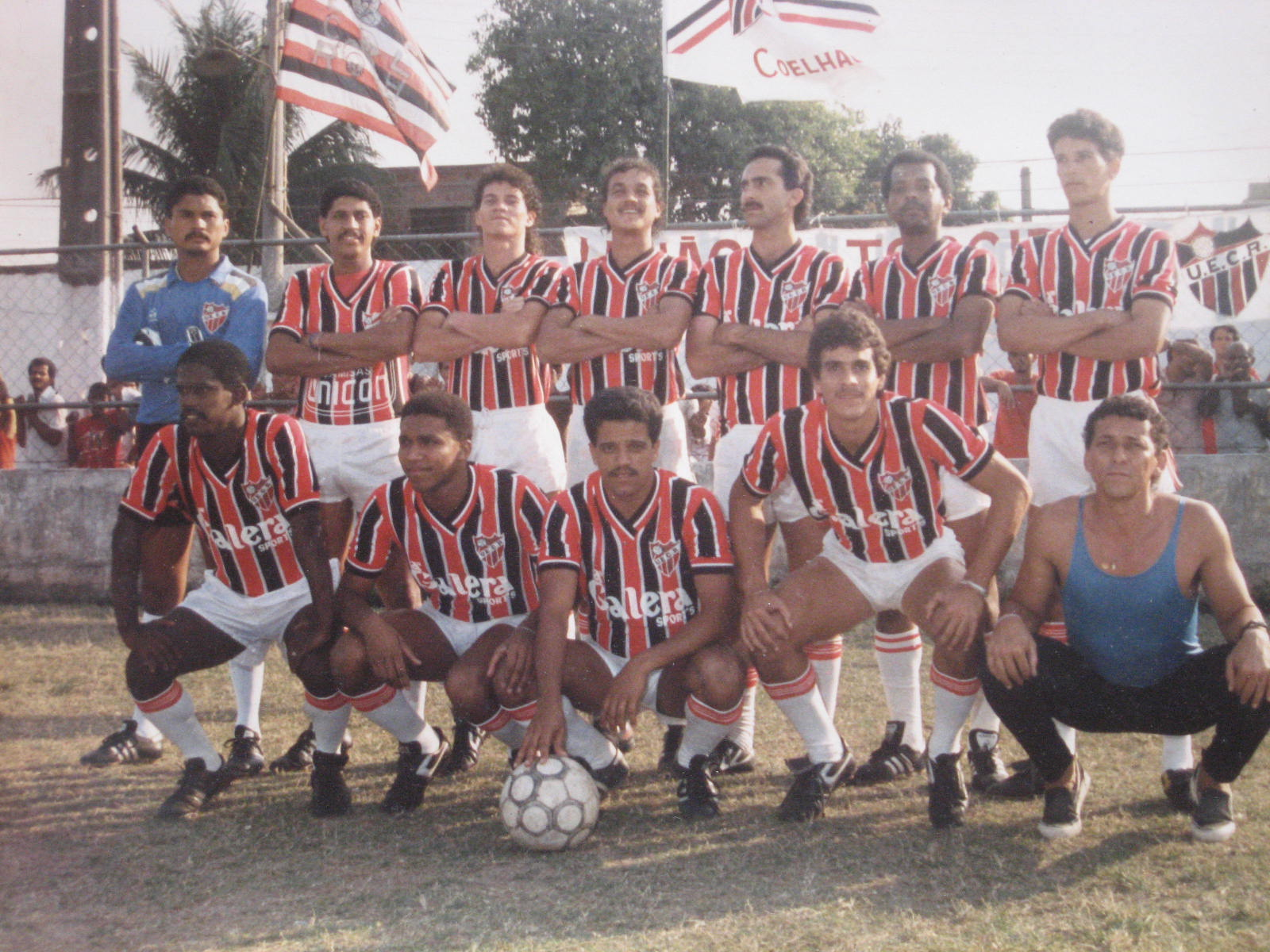
Equipe profissional do Coelho da Rocha em meados dos anos 80

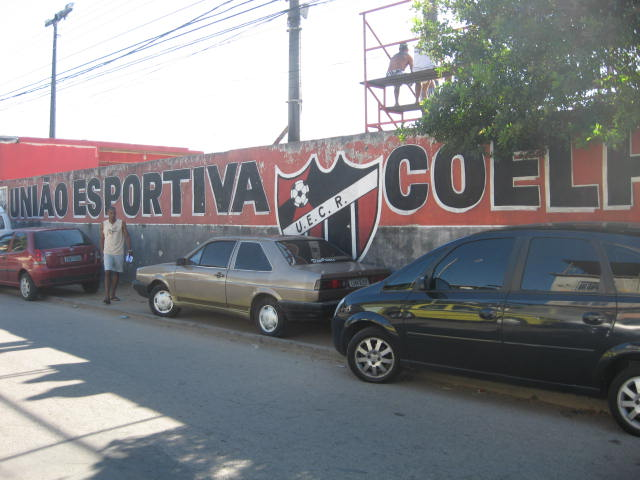
Entrada da agremiação

Clube formado a partir da fusão do Novo Rio Futebol Clube, fundado a 14 de novembro de 1974, que já havia disputado a Divisão de Acesso (Segunda Divisão de Profissionais) de 1978, 1979 e 1980, com o amador Sport Club União da Mocidade, o então detentor da sede. A união de ambos, em 1981, criou uma das agremiações mais tradicionais da Baixada Fluminense.
Em 1978, ainda como União da Mocidade, vence o certame da categoria infanto-juvenil promovido pela Liga de Desportos de São João de Meriti batendo na decisão, numa melhor de três, o Éden Futebol Clube.
Seu primeiro título já ocorre em 1981, quando sagra-se campeão, em julho, da Copa da Baixada, promovida pela Liga de Desportos de Nova Iguaçu, ao vencer na final o Dragagem, de Japeri, por 2 a 0.
Ainda em 1981, disputa o Campeonato Estadual da Terceira Divisão. É o terceiro colocado no certame que promoveu o campeão Mesquita Futebol Clube e o vice Rubro Atlético Clube. O time rubro-negro de Meriti, comandado pelo técnico Silvio Farias, ficou a dois pontos do segundo colocado.
Em 1982, é o segundo colocado na primeira fase, classificando-se para o quadrangular final, no qual é o último colocado, e que promoveu Esporte Clube Siderantim e Clube Esportivo Rio Branco.
Em 1983, se classifica em terceiro em sua chave, voltando a figurar na fase final composta por sete equipes. Fica na posição de sexto colocado no certame que promoveu o Nacional Foot-Ball Club e a Associação Atlética Cabofriense.
Em 1984, se licencia do campeonato provavelmente por problemas de ordem financeira. Volta em 1985, com uma campanha bastante fraca, permanecendo na última posição na fase inicial em uma chave composta de seis times.
Em 1986, protagoniza um clássico duelo no estádio do Maracanã contra o Tomazinho Futebol Clube na preliminar de uma decisão de Estadual entre Clube de Regatas Vasco da Gama e o Clube de Regatas Flamengo. Naquele campeonato da Terceira Divisão foram promovidos o próprio Tomazinho e o Esporte Clube Nova Cidade, de Nilópolis, que começava a sua trajetória ascendente rumo à Primeira Divisão. O Coelho da Rocha foi o quarto na classificação geral.
Em 1987, é o último colocado entre quatro agremiações de sua chave e é precocemente eliminado do campeonato. Em 1988, termina como líder da primeira fase em seu grupo, se habilitando à seguinte, à qual fica em segundo, caindo ante ao Itaguaí Atlético Clube, que chega às semi-finais. Foram promovidos naquele ano o União Nacional Futebol Clube e o América Futebol Clube de Três Rios.
Em 1989, advém um novo período de licença que perdura até o ano seguinte quando a agremiação das cores preta, vermelha e branca retorna à Terceira Divisão de Profissionais. Em 1990, a campanha é ruim. É apenas o último colocado em uma chave composta de nove participantes, e acaba eliminado.
Em 1991, com a transformação da Segunda Divisão em Módulo "B" da Primeira, o clube é remanejado à Segunda Divisão, na prática a antiga Terceira. Fica em último na sua chave composta de oito equipes.
Nos dois anos seguintes o Coelho da Rocha se distancia novamente dos campeonatos de âmbito profissional devido a problemas de ordem financeira.
Em 1994, volta na mesma Segunda Divisão. A campanha é regular. Sexto colocado em um grupo composto de dez agremiações. Não se classifica para a fase posterior.
Advém um novo período de licenciamento que dura até 1997, quando volta na Quarta Divisão, conquistando o vice-campeonato, ao perder a final para o Cosmos, de São Gonçalo.

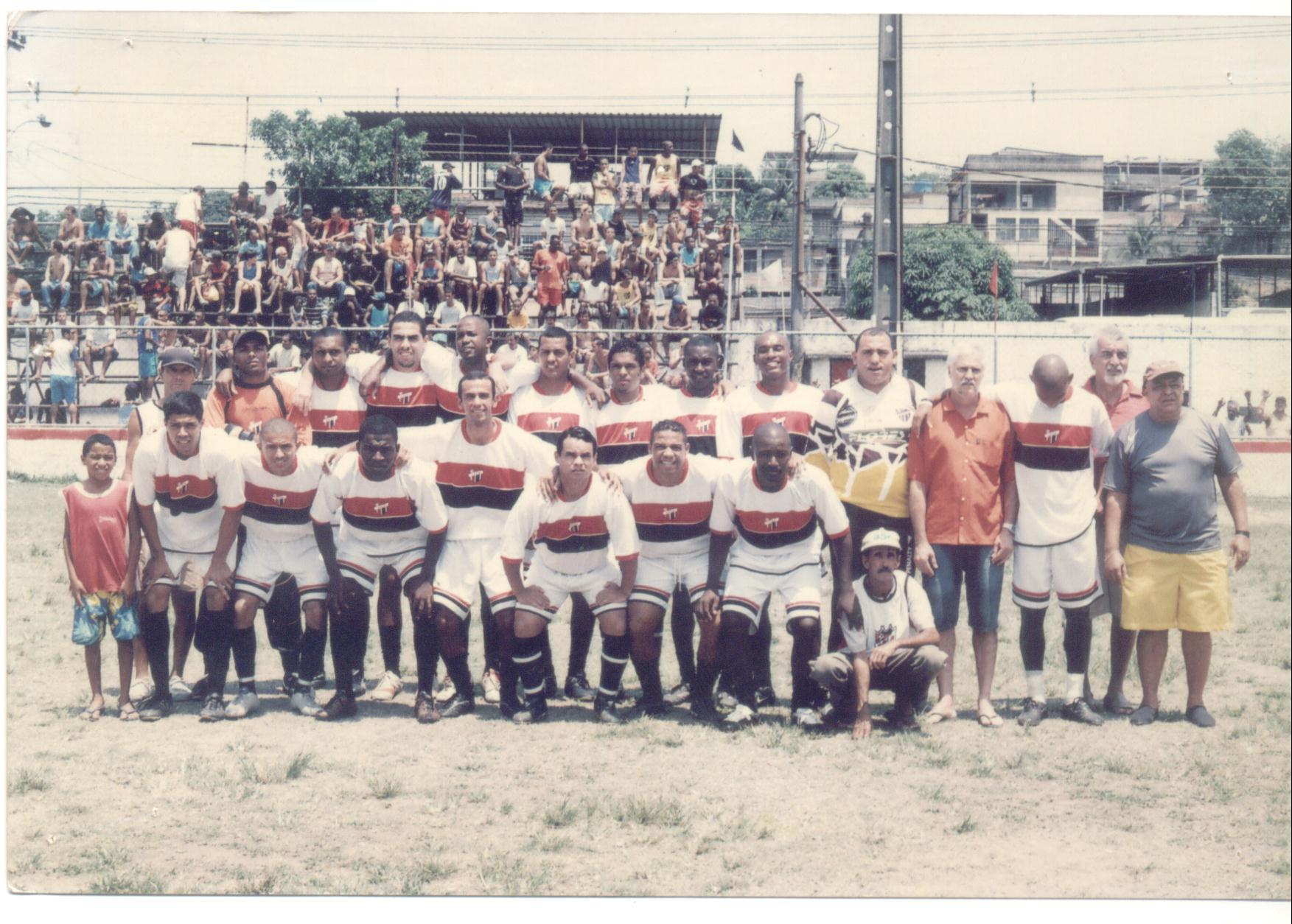
Equipe principal do Coelho da Rocha em 2007

No ano seguinte, se licencia novamente do profissionalismo. Volta, em 1999, na Terceira Divisão com um retrospecto bastante bom. Se classifica em segundo em sua chave, perdendo a liderança para o Everest Atlético Clube. Na segunda fase termina em quarto em outra chave e não chega às finais do certame vencido pelo Angra dos Reis Esporte Clube.
Em 2003, joga o seu último campeonato em âmbito profissional ao disputar a Terceira Divisão de Profissionais. Se classifica em segundo em sua chave, atrás somente do Teresópolis Futebol Clube e à frente do outro classificado, Atlético Rio Futebol Clube e dos eliminados Deportivo La Coruña Brasil Futebol Clube e Professorado Campestre Clube, chegando à segunda fase. Nesta, acaba eliminado ao ficar em quarto lugar numa chave que classificou apenas dois clubes, o Bonsucesso Futebol Clube e o Três Rios Futebol Clube. O terceiro e já eliminado foi o Barcelona Esporte Clube. O Esporte Clube Lucas ficou na lanterna.
Problemas de ordem financeira e maiores exigências por parte da FFERJ fizeram com que o clube se afastasse das competições profissionais, se dedicando somente aos campeonatos de São João de Meriti, promovidos pela Liga Independente de Futebol Meritiense, os quais sempre se destaca. Todavia, não está descartada uma futura volta da agremiação à disputa dos campeonatos promovidos pela FFERJ.
Seu presidente, Otojanes Coutinho de Oliveira, até o começo de 2010 era o vice-presidente da Câmara de Vereadores de São João de Meriti. Ainda no mesmo ano foi nomeado pelo prefeito Sandro Matos secretário de trânsito e segurança do município.

## Estádio

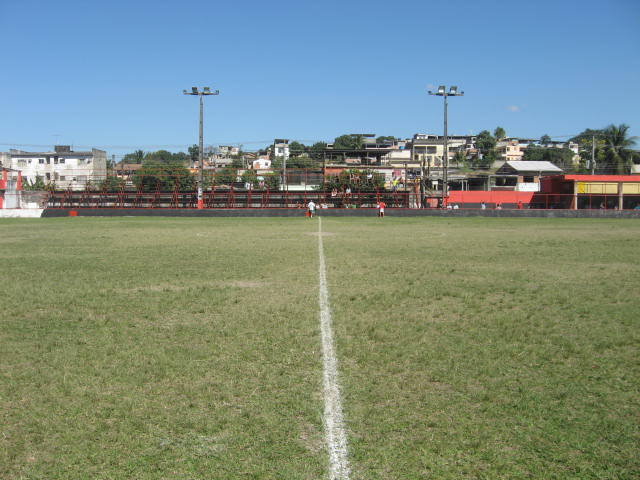
Estádio José Amorim Pereira

O clube possui um estádio próprio, o José Amorim Pereira, que fica localizado no bairro de Coelho da Rocha, em São João de Meriti, de capacidade para 5.000 lugares. No local, o atacante Ronaldo Nazário, então com 13 anos de idade, marcou seu primeiro gol pelas categorias de base do São Cristóvão, em 12 de agosto de 1990, em partida contra o Tomazinho.

## Títulos
- 1967 - Tricampeão Amador da Liga de Desportos de São João de Meriti (como União da Mocidade);

- 1967 - Vice-campeão de juniores da Liga de Desportos de São João de Meriti (como União da Mocidade);

- 1975 - Vice-campeão da Liga de Desportos de São João de Meriti, categoria adultos (como União da Mocidade);

- 1976 - Vice-campeão da Copa São João de Meriti (válida pelo 1° turno do campeonato de adultos, promovido pela Liga de Desportos de São João de Meriti) - (Como União da Mocidade);

- 1978- Campeão da categoria infanto-juvenil da Liga de Desportos de São João de Meriti (como União da Mocidade);

- 1980 - Vice-campeão da Divisão de Acesso do Interior de profissionais (como Novo Rio);

- 1981 - Campeão da Copa da Baixada, categoria adultos (LDNI);

- 1981 - Vice-campeão da Copa da Baixada, categoria juniores (LDNI);

- 1985 - Vice-campeão de juniores da Terceira Divisão de profissionais;

- 1985 - Vice-campeão juvenil da Liga de Desportos de São João de Meriti;

- 1986 - Campeão juvenil da Liga de Desportos de São João de Meriti;

- 1997 - Vice-Campeão Estadual da Quarta Divisão (Segunda Divisão);

- 2000 - Vice-campeão do Troféu Dininho (categoria Masters);

- 2005 - Campeão do terceiro campeonato (Sub-35) da Liga Independente de Futebol Meritiense;

- 2008 - Sexto Campeão da categoria Sub-35 da Liga Independente de Clubes de São João de Meriti;

- 2009 - Campeão da categoria Jovens (Adultos) da Liga Independente de São João de Meriti;

- 2012 - Campeão do terceiro campeonato (Sub-50) da Liga Independente de Futebol Meritiense;

- 2013 - Vice-campeão da Liga Independente de São João de Meriti (Sub-35);

- 2015 - Campeão da Liga Independente de São João de Meriti (Sub-50);

## Estatísticas

### Participações
| Competição          | Temporadas | Melhor campanha     | Estreia | Última | P | R |
| ------------------- | ---------- | ------------------- | ------- | ------ | - | - |
| Série B2 do Carioca | 13         | Vice-Campeão (1980) | 1980    | 2003   | – | – |
| Série C do Carioca  | 1          | ? colocado (1997)   | 1997    | 1997   | – |   |